# Zouan-Hounien
Zouan-Hounien ist ein Ort in der westafrikanischen Republik Elfenbeinküste. Er befindet sich im Westen des Landes und liegt nahe der Grenze zur Republik Liberia in der Provinz Dix-Huit Montagnes.
Als Folge des noch nicht beendeten Bürgerkrieges in der Republik Elfenbeinküste verläuft nahe der Stadt die Waffenstillstandslinie entsprechend dem Vertrag von Ouagadougou. Am 24. Februar 2011 fanden, im Zuge der Regierungskrise 2010/2011, in Zouan-Hounien erstmals seit sechs Jahren Kämpfe zwischen Regierungstruppen von Laurent Gbagbo und den Forces Nouvelles (FN) statt.